# Gerson Acevedo
Gerson Elías Acevedo Rojas (* 5. April 1988 in Santiago de Chile) ist ein chilenischer Fußballspieler.

## Karriere

### Vereine
Gerson Acevedo wurde 2006 in den Profikader des chilenischen Traditionsklubs CSD Colo-Colo aufgenommen. Im Jahr 2007 gewann der zentrale Mittelfeldspieler mit seinem Klub sowohl die Apertura als auch die Clausura, auch wenn er selten zum Einsatz kam. Im Jahr 2010 wechselte Acevedo zum russischen Verein Ural Jekaterinburg. Nach nur einer Spielzeit wechselte der Chilene zu Mordowija Saransk. Im Jahr 2012 kehrte er nach Jekaterinburg zurück. Im Juni 2016 wurde er vom kasachischen Spitzenklub FK Qairat Almaty unter Vertrag genommen. Weitere Stationen waren u. a. Sūduva Marijampolė und Deportes Recoleta.

### Nationalmannschaft
2011 gab Acevedo sein Debüt in der A-Nationalmannschaft gegen Mexiko.

## Erfolge
CSD Colo-Colo
- Chilenischer Meister: 2007-A, 2007-C